# Gauguin (cràter)
Gauguin és un cràter d'impacte en el planeta Mercuri de 70 km de diàmetre. Porta el nom del pintor francès Paul Gauguin (1848-1903), i el seu nom va ser aprovat per la Unió Astronòmica Internacional el 1979.